# Израиль на летних Олимпийских играх 1996
Израиль принимал участие в Летних Олимпийских играх 1996 года в Атланте (США) в одиннадцатый раз за свою историю, и завоевал одну бронзовую медали. Сборная страны состояла из 25 спортсменов (18 мужчин, 7 женщин), которые приняли участие в соревнованиях по лёгкой атлетике, тяжёлой атлетике, боксу, гребле на байдарках и каноэ, фехтованию, дзюдо, парусному спорту, стрельбе, плаванию и борьбе.

## Медалисты
| Медаль | Имя          | Вид спорта     | Дисциплина |
| ------ | ------------ | -------------- | ---------- |
| Бронза | Галь Фридман | Парусный спорт | Мистраль   |

## Состав и результаты олимпийской сборной Израиля

### Бокс
| Соревнование | Спортсмены       | 1-й раунд                       | 2-й раунд            | Четвертьфинал        | Полуфинал            | Финал                | Место |
| Соревнование | Спортсмены       | Соперник Результат              | Соперник Результат   | Соперник Результат   | Соперник Результат   | Соперник Результат   | Место |
| ------------ | ---------------- | ------------------------------- | -------------------- | -------------------- | -------------------- | -------------------- | ----- |
| до 51 кг     | Владислав Нейман | Булат Жумадилов (KAZ) пор. 7-18 | Завершил выступление | Завершил выступление | Завершил выступление | Завершил выступление |       |